# Grigori Tokaty
Grigori Aleksandrovich Tokaev (13 de outubro de 1909 - 23 de novembro de 2003), também conhecido como Grigori Tokaty, foi um importante cientista de foguetes, desertor da União Soviética e crítico do estalinismo.

## Vida Pré-Segunda Guerra
Ele foi um dos chefes do Laboratório de aeronáutica da Academia de Zhukovsky de 1938 a 1941. Depois de receber seu doutorado em ciências técnicas em 1941, ele continuou a ensinar na Academia. Ao mesmo tempo, trabalhou como chefe do Departamento de aviação no Instituto de engenharia de Moscou. Uma de suas tarefas era estudar a possibilidade de desenvolver mísseis de médio alcance.

#### Oposição secreta
Quando jovem, foi um 'fanático que nunca questionava' em suas próprias palavras, ativista do Partido Comunista e foi re-eleito para o Comitê Sindical diversas vezes. Tokaev deixou de ser um socialista quando se tornou mais velho, e entrou em um grupo de oposição com o objetivo de derrubar Stalin. Em suas memórias, ele descreveu seu grupo como uma oposição militar de direita que queria estabelecer uma democracia liberal nos estados da URSS. Ele também detalhou como a oposição planejou assassinatos e golpe de estado contra o governo e seus líderes, as vezes até com a ajuda de membros do alto-escalão do partido, que abandonaram o stalinismo.

## Segunda guerra e deserção
Hitler lançou a Operação Barbarossa em 1941, rapidamente penetrando o território da União Soviética. Os membros da academia de Tokaev foram evacuados para Sverdlovsk nos Urais. Ele voltou para Moscou durante a batalha de Moscou. Ele voou sobre Stalingardo enquanto a cidade era bombardeada. Já no final da Segunda Guerra ele tinha se tornado um importante representante do partido e cientista.
Um mês depois da derrota dos alemães em 1945, ele foi mandado para Berlin, para trabalhar na Comissão de Controle Soviético trabalhando diretamente sob Georgi Júkov e Vasily Sokolovsky. Por isso ganhou acesso a comunicações super secretas de membros do Kremlin.
Tokaev estava com medo de suas ligações com a oposição serem descobertas. O medo de ser preso e seu ódio pelo governo de Stalin fez com que ele fugisse para o Reino Unido. Ele e sua família cruzaram para a zona ocupada britânica de Berlin, e pediram asilo. Ele chegou no Reino Unido em Novembro de 1947. Os serviços de inteligência britânica deram para ele uma identidade falsa e o protegeram, pois haviam fortes evidências que agentes soviéticos foram mandados para assassina-lo. 

## Vida no Reino Unido
Ele se tornou professor no Departamento de Aeronáutica e Tecnologia Espacial na City University of London de 1967 até 1975. Aparecia bastante na revista New Scientist. Ele deu segredos militares dos soviéticos para o governo Britânico, e também ajudou o IRD a espalhar propaganda anti-comunista. Também apareceu no episódio 5 do documentário da Segunda Guerra Mundial World at War, onde descreveu suas experiências. Vários historiadores usaram seus relatos para estudar a história da União Soviética.

## Livros
- Stalin means war
- Betrayal of an Ideal
- Comrade X